# 札幌マルサ
札幌マルサ（SAPPORO MALSA）は、北海道札幌市中央区大通西1丁目13にあった商業施設。デパート「丸井今井」の子会社丸井マルサが運営・管理していた。

## 概要
札幌テレビ放送の初代本社施設跡地の活用策として商業ビルの建設を検討し札幌市営バス営業所跡地などを合わせた1543.54平米にて札幌テレビ子会社の「エス・テー・ビー興発」が中心となりビル開発を行い1972年9月に丸井今井と賃貸借契約を行い、丸井今井の子会社「丸井マルサ」が運営するデパートとして開業。丸井マルサより丸井今井へ営業を譲渡され、看板は全て「丸井今井」に変わり、地上1階から2階にかけてはルイ・ヴィトンがブティックを構えている。売り場面積は、日本国内にあるルイ・ヴィトンの中で3番目に広く、東北以北では最大であった。

## 沿革
- 1972年9月29日 - STV興発と丸井今井の間で賃貸借予約契約を締結[2]。
- 1973年4月17日 - 着工、丸井今井の子会社「丸井マルサ」に契約を移管[2]。
- 1974年10月1日 - 地上8階・地下2階のファッションビル「札幌マルサ」が開業。
- 2005年8月8日 - 丸井マルサより丸井今井へ営業を譲渡。
- 2007年3月14日 - 「丸井今井大通別館」に屋号が変更。
- 2014年8月3日 - 丸井今井大通別館が閉館。
- 2015年9月12日 - アインファーマシーズが「ル・トロワ」を開業。

## 交通アクセス
- 札幌市営地下鉄大通駅24番出口及びさっぽろ地下街オーロラタウンに直結している。

## 近隣施設
- 札幌シャンテ（旧「札幌東宝日劇」跡地の商業施設）
- さっぽろテレビ塔